# Störparameter
In der Statistik ist ein Störparameter, auch Nuisance-Parameter (englisch nuisance parameter; nicht zu verwechseln mit Störfaktor oder Störgröße), Rauschparameter oder lästiger Parameter genannt, ein beliebiger Parameter, der nicht unmittelbar von Interesse ist, jedoch bei der Analyse derjenigen Parameter, die primär von Interesse sind, berücksichtigt werden muss. Im Allgemeinen kann jeder Parameter, der sich auf die Analyse eines anderen auswirkt, als Störparameter angesehen werden.
Störparameter sind oft, aber nicht immer Varianzen, z. B. die Varianz {\displaystyle \sigma ^{2}} einer Normalverteilung, wenn primär der Erwartungswert {\displaystyle \mu } interessiert, oder aber die unbekannte „wahre“ Lage jeder Beobachtung in Fehler-in-den-Variablen-Modellen.
Ein Parameter kann aufhören, ein „Störenfried“ zu sein, indem er primärer Gegenstand einer Untersuchung wird.

## Statistische Theorie
Die allgemeine Behandlung von Störparametern kann in Bezug auf die theoretische Statistik zwischen frequentistischen und bayesschen Ansätzen weitgehend ähnlich sein. Sie beruht auf dem Versuch, die Likelihood-Funktion (Plausibilitätsfunktion) in Komponenten zu partitionieren, die Informationen über die interessierenden Parameter und Informationen über die anderen (störenden) Parameter bereitstellen. Dies kann Ansätze über erschöpfende Statistiken und verteilungsfreie Statistiken beinhalten. Wenn diese Partitionierung erreicht werden kann, kann es möglich sein, eine bayessche Analyse für die interessierenden Parameter durchzuführen, indem deren gemeinsame A-Posteriori-Verteilung algebraisch bestimmt wird. Die Partitionierung ermöglicht es der frequentistischen Theorie, allgemeine Schätzansätze bei der Gegenwart von Störparametern zu entwickeln. Wenn die Partitionierung nicht erreicht werden kann, kann möglicherweise immer noch eine approximative Partitionierung verwendet werden.
In einigen speziellen Fällen ist es möglich, Methoden zu formulieren, die die Gegenwart von Störparametern umgehen. Der t-Test liefert einen praktisch nützlichen Test, da die Teststatistik nicht von der unbekannten Varianz abhängt. Es ist ein Fall, in dem Gebrauch von einer Pivotstatistik gemacht werden kann. In anderen Fällen ist eine solche Umgehung jedoch nicht bekannt.

## Statistische Praxis
Praktische Ansätze zur statistischen Analyse behandeln die Störparameter in der frequentistischen und der bayesschen Methodik etwas unterschiedlich.
Ein allgemeiner Ansatz in einer frequentistischen Analyse kann auf Likelihood-Quotienten-Tests basieren. Diese liefern sowohl Signifikanztests als auch Konfidenzintervalle für die interessierenden Parameter, die für mittlere bis große Stichprobengrößen approximativ valide sind und das Vorhandensein von Störparametern berücksichtigen. Siehe Basu (1977) für eine allgemeine Diskussion sowie Spall und Garner (1990) für eine Diskussion bezüglich der Identifizierung von Parametern in linearen dynamischen Modellen (d. h. Zustandsraumdarstellung).
In der Bayesschen Statistik erzeugt ein allgemein anwendbarer Ansatz Zufallsstichproben aus der gemeinsamen A-Posteriori-Verteilung aller Parameter (siehe Markow-Ketten-Monte-Carlo-Verfahren). Unter diesen Umständen kann die gemeinsame Verteilung nur der interessierenden Parameter durch Marginalisierung über die Störparameter ermittelt werden. Dieser Ansatz ist jedoch möglicherweise nicht immer recheneffizient, wenn einige oder alle der Störparameter auf theoretischer Basis beseitigt werden können.